# لارنسویل (آلاباما)
لارنسویل (به انگلیسی: Lawrenceville) یک منطقهٔ مسکونی در ایالات متحده آمریکا است که در آلاباما واقع شده‌است. لارنسویل ۱۶۰٫۹۴ متر بالاتر از سطح دریا واقع شده‌است.